# Korenica
Korenica è una cittadina della Croazia ubicata sul margine occidentale della pianura omonima, nella regione della Lika e di Segna, lungo la strada che collega Plitvice con Udbina.

## Popolazione e sua composizione
Nel 2011 gli abitanti ammontavano a 1.766.
La popolazione è composta da croati e serbi, ma sono presenti anche croati provenienti dalla Bosnia che si sono trasferiti in Croazia dopo la guerra.

## Geografia, economia, istruzione
Situata a 660 m sopra il livello del mare, Korenica si trova in un importante snodo al confine con la Bosnia ed Erzegovina. È anche il punto di partenza per le escursioni sulle montagne di Plješevica. 
La maggior parte degli abitanti vive di agricoltura o turismo e per la maggior parte è impiegata nel parco nazionale dei laghi di Plitvice. 
Korenica ha sia una scuola elementare sia una superiore.
In epoca jugoslava (Titova) Korenica era un comune distinto. Dal 1997 è avvenuta la fusione con il comune di Plitvička Jezera.

## Storia
Fino al 1918 Korenica faceva parte della monarchia austriaca (Regno di Croazia-Slavonia, comitato di Licca-Corbavia), nella Frontiera militare croata, amministrata dal Kommando OTTOTSCHANER Regiment N° II dal 1867 al 1881. Un ufficio postale fu aperto già nel 1862. 
Alla fine della Seconda guerra mondiale la cittadina era stata ribattezzata Titova Korenica dal leader jugoslavo Josip Broz Tito, ma dopo l'occupazione croata, avvenuta dagli ultimi mesi del 1991 al 1995, per cancellare ogni legame con il passato, il 25 luglio 1996 viene cancellata la parola "Titova".

## Evoluzione demografica dal 1857 al 2001
| Andamento demografico | Andamento demografico | Andamento demografico | Andamento demografico | Andamento demografico | Andamento demografico | Andamento demografico | Andamento demografico | Andamento demografico | Andamento demografico | Andamento demografico | Andamento demografico | Andamento demografico | Andamento demografico | Andamento demografico |
| --------------------- | --------------------- | --------------------- | --------------------- | --------------------- | --------------------- | --------------------- | --------------------- | --------------------- | --------------------- | --------------------- | --------------------- | --------------------- | --------------------- | --------------------- |
| 1857                  | 1869                  | 1880                  | 1890                  | 1900                  | 1910                  | 1921                  | 1931                  | 1948                  | 1953                  | 1961                  | 1971                  | 1981                  | 1991                  | 2001                  |
| 1947                  | 4628                  | 4067                  | 324                   | 298                   | 352                   | 333                   | 441                   | 304                   | 339                   | 496                   | 829                   | 1299                  | 1716                  | 1570                  |